# رالف برون
رالف برون (به انگلیسی: Ralph Brown) بازیگر بریتانیایی است.وی بیشتر شهرتش را به خاطر بازی در فیلم‌هایی مانند Withnail and I ، بیگانه ۳ ،The Boat That Rocked و.... کسب کرده‌است. همسرش «جنی جولز» نام دارد و او هم بازیگر است.

## گزیدهٔ نقش‌آفرینی‌ها
- همسران خوش ویندزور (۱۹۸۲)
- رسوایی (۱۹۸۹)
- بداهه (۱۹۹۱)
- بیگانه ۳ (۱۹۹۲)
- جهان وین ۲ (۱۹۹۳)
- بلوز مخفی (۱۹۹۳)
- آمیستاد (۱۹۹۷)
- جنگ ستارگان اپیزود اول: تهدید شبح (۱۹۹۹)
- ان‌سی‌اس: تعقیب (۲۰۰۲-۲۰۰۱)
- جن‌گیر: آغاز (۲۰۰۴)
- قلمرو: پیش‌درآمدی بر جن‌گیر (۲۰۰۵)
- ام آی فایو
- اراگون (۲۰۰۶)
- پیمانکار (۲۰۰۷)
- قایقی که راک پخش می‌کرد (۲۰۰۹)
- جزر و مد تاریک (۲۰۱۲)
- استوکر (۲۰۱۳)